# Llagunoa glandulosa
Llagunoa glandulosa är en kinesträdsväxtart som först beskrevs av Hook. & Arn., och fick sitt nu gällande namn av George Don jr. Llagunoa glandulosa ingår i släktet Llagunoa och familjen kinesträdsväxter. Inga underarter finns listade i Catalogue of Life.